# 江山美人 (1959年電影)
《江山美人》是李翰祥执导的一部电影，获第六届亚太影展最佳影片、最佳导演、最佳女主角、最佳男主角、最佳男配角、最佳女配角、最佳编剧、最佳彩色摄影、最佳剪辑、最佳音乐、最佳录音和最佳艺术设计等奖项。该片是黄梅调电影的开山之作，根据民间故事《游龙戏凤》改编，讲述正德帝与酒家女李凤的故事。歌曲由席静婷代唱。在2005年，獲香港電影金像獎協會票選為「最佳華語片一百部」之一。

## 情节
明朝正德皇帝终日沉溺声色，听说江南风光如画美女如云，决定微服南下。正德到了梅龙镇，适逢酬神庙会，看到一名扮作天女散花的美少女李凤，深为倾倒。后店内酒保大牛与李凤等玩扮皇帝的游戏，正德撞见，抢尽风头，也得到了李凤的好感。正德到龙凤店，欲寻李凤，被大牛驱赶，然而李凤却出来挽留。正德如店内与李凤嬉戏，帮她捉蟋蟀，店主（李凤之兄）突然回来，正德只好入李凤闺房暂避，当晚与李凤做成好事。
御林军来接正德回京，临行前允诺册封李凤为皇后，但回去后遭到母后以门户不相称为由反对。初时正德还积极争取，后来太监找来许多美女来伺候正德，他慢慢便把李凤忘了。三年以后，李凤因为未婚生子，受尽同镇人白眼，抑郁成疾。大牛不顾劝阻，上京找皇帝讨说法。一老臣同意将李凤认为自己的女儿，宫里人才同意这场婚姻。但李凤体弱，一路又颠簸劳累，没能再次见到正德就香消玉殒。

## 外部連結
- 開眼電影網上《江山美人》的資料（繁體中文）
- 香港影庫上《江山美人》的資料（繁體中文）
- 时光网上《江山美人》的資料（简体中文）
- 豆瓣电影上《江山美人》的資料 （简体中文）
- 爛番茄上《江山美人》的資料（英文）
- AllMovie上《江山美人》的资料（英文）
- 互联网电影数据库（IMDb）上《江山美人》的资料（英文）